# Everhard I van Württemberg (hertog)
Everhard I van Württemberg bijgenaamd de Baardige (Urach, 11 december 1445 - Tübingen, 24 februari 1496) was onder de naam Eberhard V van 1457 tot 1482 graaf van Württemberg-Urach, van 1482 tot 1495 graaf van Württemberg en daarna onder de naam Eberhard I tot aan zijn dood de eerste  hertog van Württemberg. Bovendien was hij van 1457 tot 1473 en van 1482 tot aan zijn dood graaf van Montbéliard. Hij behoorde tot het huis Württemberg.

## Levensloop
Everhard I werd geboren als de tweede zoon van graaf Lodewijk I van Württemberg-Urach en Mathilde van de Palts, dochter van keurvorst Lodewijk III van de Palts. In 1457 volgde hij zijn oudere broer Lodewijk II op als graaf van Württemberg-Urach en als graaf van Montbéliard. Tot in 1459 werd hij onder het regentschap geplaatst van Rudolph von Ehingen, een gerespecteerde edelman die de mentor van zijn vader was geweest. In 1473 stond hij het graafschap Montbéliard af aan zijn neef Hendrik.
In 1467 schreef Hans Tallhofer een vechtboek voor Everhard, dat in de Bayerische Staatsbibliothek bewaard wordt. Daarna reisde Everhard in 1468 naar Jeruzalem, waar hij tot ridder in de Orde van het Heilig Graf van Jeruzalem werd benoemd. Om dit te herdenken liet Everhard vanaf dan zijn baard staan.
In 1477 stichtte hij de Universiteit van Tübingen. Ook beval hij de verdrijving van alle Joden die in Württemberg leefden. Hij nodigde de Broeders van het Gemene Leven en de gemeenschap van de Moderne Devotie uit in zijn gebieden en stichtte kapittelkerken in Urach, Dettingen an der Erms, Herrenberg, Einsiedel en Tachenhausen. 
Tijdens zijn bewind liet Everhard een hervorming van kerken en kloosters doorvoeren. Hoewel hij geen woord Latijn sprak, vertaalde hij een groot aantal Latijnse teksten in het Duits. In 1482 kreeg hij van paus Sixtus IV de Gouden Roos en in 1492 werd hij door Rooms-Duits koning Maximiliaan I benoemd tot ridder van de Orde van het Gulden Vlies. Ook diende de humanistische historicus Johannes Nauclerus aan zijn hof. 
Op 14 december 1482 slaagde Everhard I er via het verdrag van Münsingen in om de graafschappen Württemberg-Urach, Württemberg-Stuttgart en het graafschap Montbéliard onder een heerser te verenigen en werd hij graaf van Württemberg. Hij verhuisde de hoofdstad van Württemberg vervolgens naar Stuttgart. Op 21 juli 1495 werd het graafschap Württemberg door keizer Maximiliaan I verheven tot hertogdom en werd Everhard de eerste hertog van Württemberg. Vanaf dan had Württemberg een zekere vorm van soevereiniteit binnen het Heilige Roomse Rijk.  
In februari 1496 stierf Everhard op 50-jarige leeftijd, waarna als eerste heerser van Württemberg werd begraven in de kapittelkerk van Tübingen. Omdat hij geen mannelijke nakomelingen had, werd hij opgevolgd door zijn neef Everhard II, de vroegere graaf van Württemberg-Stuttgart.

## Huwelijk en nakomelingen
Op 12 april of 4 juli 1474 huwde Everhard I in Urach met Barbara (1455-1503), dochter van Lodewijk III Gonzaga, de markgraaf van Mantua. Ze kregen een dochter:
- Barbara (1475), stierf enkele maanden na de geboorte

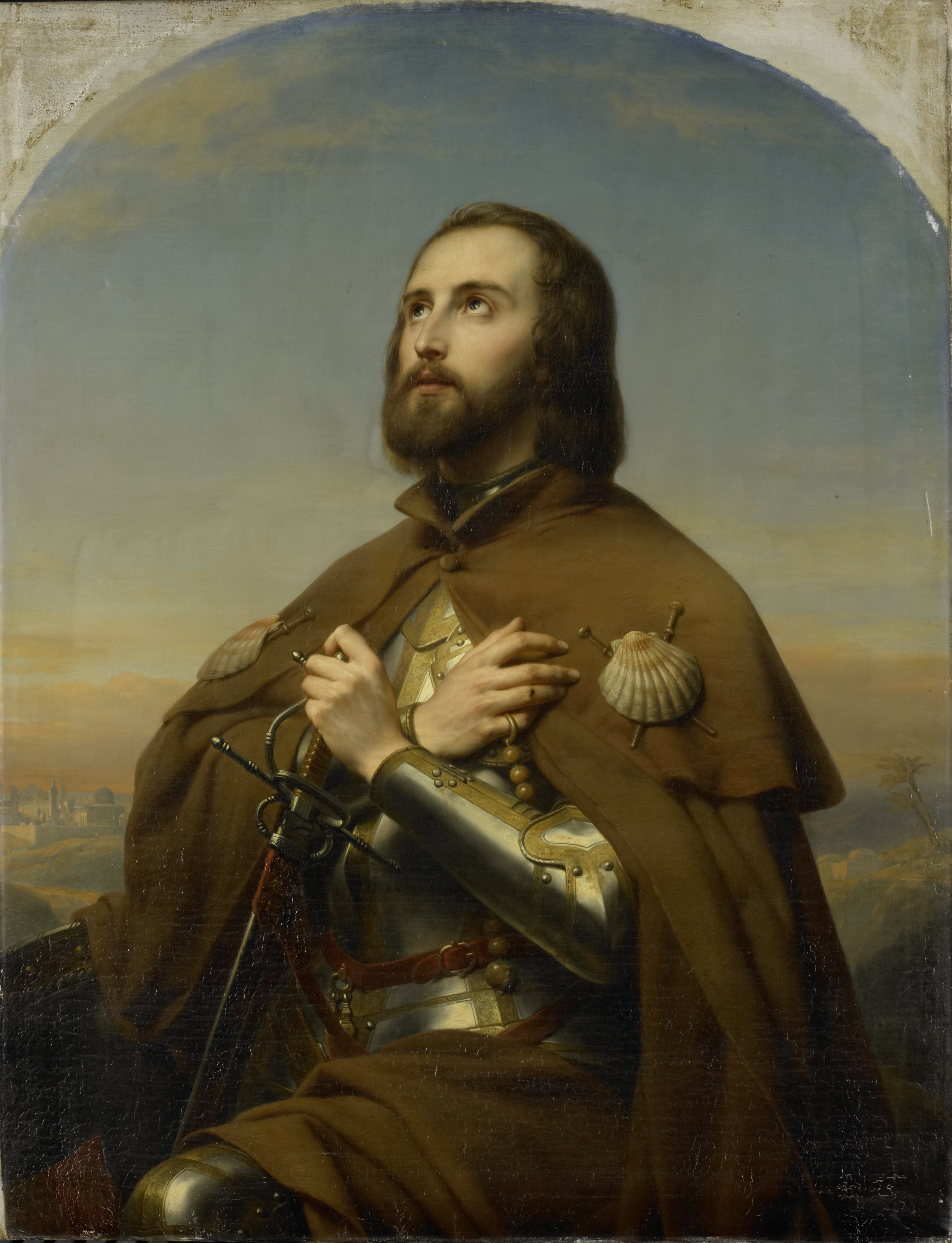
Everhard als pelgrim in het Heilige Land (Nicaise De Keyser, 19e eeuw)